# Route nationale 648
Die Route nationale 648, kurz N 648 oder RN 648, war eine französische Nationalstraße, die von 1933 bis 1973 zwischen Saint-Martin-d’Arrossa und Urepel verlief. Ihre Länge betrug 26,5 Kilometer.